# بورجو سالاکوگلو
بورجو سالاکوگلو (Burcu Sallakoğlu؛ متولد ۱۳ اوت ۱۹۸۷) یک زن تکواندوکار ترک تبار است که در دسته سنگین‌وزن رقابت می‌کند (۷۲ کیلوگرم). او اهل آدانا است. وی عضو باشگاه ورزشی شهرداری کلانشهر آنکارا SK است.

## دستاوردها
- مسابقات آزاد آلمان ۲۰۰۵ - بن، آلمان -۶۷ ک‌گ
- مسابقات آزاد کلاس آ آلمان- هامبورگ، آلمان ۷۲- ک‌گ
- مسابقات قهرمانی اروپا ۲۰۰۸- رم، ایتالیا ۷۲- ک‌گ[۴]